# Trastorn esquizofreniforme
El trastorn esquizofreniforme és un trastorn mental diagnosticat quan es donen símptomes d'esquizofrènia durant una part significativa del temps durant més d'un mes, però menys dels sis mesos necessaris per al diagnòstic d'esquizofrènia.
Els símptomes d'ambdós trastorns (esquizofrènia i trastorn esquizofreniforme) poden incloure deliris, al·lucinacions, discurs desorganitzat, conducta desorganitzada o catatònica i aïllament social. Si bé es necessita un deteriorament del funcionament social, laboral o acadèmic per al diagnòstic d'esquizofrènia, aquest no és necessari en el trastorn esquizofreniforme. Mentre que l'inici de l'esquizofrènia sol ser gradual durant diversos mesos o anys, l'inici del trastorn esquizofreniforme pot ser relativament ràpid.
Igual que l'esquizofrènia, el trastorn esquizofreniforme sovint es tracta amb medicaments antipsicòtics, especialment els atípics, juntament amb una gran quantitat de suport social (com psicoteràpia individual, teràpia familiar, teràpia ocupacional, etc.) dissenyat per reduir l'impacte social i emocional de la malaltia. El pronòstic varia segons la naturalesa, la gravetat i la durada dels símptomes, però aproximadament dos terços dels individus diagnosticats de trastorn esquizofreniforme acaben desenvolupant esquizofrènia.

## Signes i símptomes
El trastorn esquizofreniforme és un tipus de malaltia mental que es caracteritza per la psicosi i està estretament relacionat amb l'esquizofrènia. Tant l'esquizofrènia com el trastorn esquizofreniforme, segons el Manual de diagnòstic i estadística de trastorns mentals (DSM-V), presenten els mateixos símptomes i característiques essencials, tret de dues diferències: el nivell de deteriorament funcional i la durada dels símptomes. El deteriorament en la vida social, laboral o acadèmica acostuma a estar present en l'esquizofrènia, particularment en el moment del primer diagnòstic, però aquest deteriorament pot o estar present o no en el trastorn esquizofreniforme. En el trastorn esquizofreniforme, els símptomes (incloses les fases prodròmiques, actives i residuals) han de durar almenys 1 mes, però no més de 6 mesos, mentre que en l'esquizofrènia els símptomes han d'estar presents un mínim de 6 mesos.

## Causes
La causa exacta del trastorn continua sent desconeguda, i relativament pocs estudis s'han centrat exclusivament en l'etiologia del trastorn esquizofreniforme. Igual que altres trastorns psicòtics, s'ha proposat un model de diàtesi-estrès, que suggereix que alguns individus tenen una vulnerabilitat genètica multifactorial subjacent al trastorn que pot ser provocada per determinats factors ambientals. El trastorn esquizofreniforme és més probable que es produeixi en persones amb familiars diagnosticats d'esquizofrènia o trastorn bipolar.

## Diagnòstic
Si els símptomes han persistit almenys durant un mes, es pot fer un diagnòstic provisional de trastorn esquizofreniforme mentre s'espera per veure si es produeix una recuperació. Si els símptomes es resolen en el termini de 6 mesos des de l'inici, s'elimina el qualificatiu provisional del diagnòstic. Tanmateix, si els símptomes persisteixen 6 mesos o més, cal revisar el diagnòstic del trastorn esquizofreniforme, que probablement passaria a ser d'esquizofrènia. Així mateix, es pot considerar el diagnòstic de trastorn psicòtic breu quan la durada dels símptomes és inferior a un mes.
Els símptomes principals del trastorn esquizofreniforme són els mateixos que els de l'esquizofrènia, i poden incloure:
1. Deliris,
2. al·lucinacions,
3. discurs disorganitzat derivat del trastorn formal del pensament,
4. comportament desorganitzat o catatònic,
5. i símptomes negatius, com ara
  - la incapacitat de sentir diverses emocions (embotiment afectiu),
  - una incapacitat d'experimentar plaer (anhedònia),
  - disminució o disminució de la parla (afàsia),
  - falta de desig de formar relacions (asocialitat) i
  - falta de motivació (abúlia).

Segons el DSM-V, s'han de complir almenys dos dels cinc símptomes anteriors per poder establir el diagnòstic.

## Tractament
En el trastorn esquizofreniforme s'utilitzen diverses modalitats de tractament, incloent farmacoteràpia, psicoteràpia i diverses altres intervencions psicosocials i educatives. La farmacoteràpia és la modalitat de tractament més utilitzada ja que els medicaments psiquiàtrics poden actuar ràpidament per reduir la gravetat dels símptomes i reduir la seva durada. Els medicaments que s'utilitzen són en gran manera els mateixos que els que s'utilitzen per tractar l'esquizofrènia, amb un antipsicòtic atípic com el fàrmac de primera elecció. Els pacients que no responen a l'antipsicòtic atípic inicial poden beneficiar-se de canviar a un altre antipsicòtic atípic, l'addició d'un estabilitzador d'ànim (com el liti o un anticonvulsiu) o canviar a un antipsicòtic típic.
El tractament del trastorn esquizofreniforme es pot dur a terme en un règim d'hospitalització, ambulatori o mixte. A l'hora de seleccionar el tractament, els objectius principals són minimitzar les conseqüències psicosocials per al pacient i mantenir la seguretat sobre si mateix i els altres. Si bé la necessitat d'estabilitzar ràpidament els símptomes del pacient gairebé sempre existeix, la consideració de la gravetat dels símptomes, el suport familiar i la possibilitat percebuda de complir el tractament ambulatori pot ajudar a determinar si és factible aconseguir l'estabilització en un entorn ambulatori. Els pacients que reben tractament en règim d'hospitalització poden beneficiar-se d'un entorn intermedi estructurat, com ara una unitat subaguda, una unitat reduïda, una hospitalització parcial o un hospital de dia, durant les fases inicials de retorn a la comunitat.
A mesura que avança la millora durant el tractament, l'ensenyament d'habilitats d'afrontament, tècniques de resolució de problemes, enfocaments psicoeducatius i, si cal, teràpia ocupacional i avaluacions vocacionals són sovint d'ajuda per als pacients i les seves famílies. Pràcticament tots els tipus de psicoteràpia individual s'utilitzen en el tractament del trastorn esquizofreniforme, tret de teràpies introspectives, ja que els pacients solen tenir una introspecció limitada com a símptoma de la pròpia malaltia.
Atès que el trastorn esquizofreniforme comporta l'aparició ràpida de símptomes severs, els pacients a vegades neguen la seva malaltia, cosa que també limitaria l'eficàcia de les teràpies introspectives. Les formes de psicoteràpia de suport com la psicoteràpia interpersonal i la teràpia cognitiva-conductual són especialment adequades per al tractament del trastorn. La psicoteràpia de grup no sol ser indicada per a pacients amb trastorn esquizofreniforme, ja que poden patir problemes amb els símptomes de pacients amb trastorns psicòtics més severs.

## Prognosi
Es poden utilitzar els següents marcadors per al trastorn esquizofreniforme, que indiquen la presència o absència de característiques que poden estar associades a un bon pronòstic:
- S'estableix un bon pronòstic quan hi ha almenys dues de les funcions següents: 
  - Aparició dels símptomes psicòtics principals en les quatre setmanes posteriors al primer canvi notable del comportament o funcionament habituals
  - Confusió o perplexitat al voltant de l'episodi psicòtic
  - Bon funcionament sociolaboral premòrbid
  - Absència d'embotiment afectiu o afectivitat plana
- S'estableix un mal prinòstic quan no han estat presents dues o més de les funcions anteriors.[2]

Sembla que la presència de símptomes negatius i un mal contacte ocular són indicadors d'un mal pronòstic. Molts dels canvis anatòmics i funcionals observats en el cervell dels pacients amb esquizofrènia també es produeixen en pacients amb trastorn esquizofreniforme. Tanmateix, actualment no hi ha consens entre els científics sobre si la dilatació ventricular, que és un factor de mal pronòstic en l'esquizofrènia, té cap valor en pacients amb trastorn esquizofreniforme. Segons l'American Psychiatric Association, aproximadament dos terços dels pacients diagnosticats de trastorn esquizofreniforme "provisional" se'ls diagnostica posteriorment esquizofrènia; els restants mantenen un diagnòstic de trastorn esquizofreniforme.

## Epidemiologia
El trastorn esquizofreniforme és igualment freqüent entre homes i dones. Les edats d'inici més comunes són entre 18 i 24 anys per als homes i entre 18 i 35 anys per a les dones. Si bé els símptomes de l'esquizofrènia sovint es desenvolupen gradualment al llarg dels anys, els criteris de diagnòstic del trastorn esquizofreniforme requereixen un començament molt més ràpid.
Les evidències disponibles suggereixen variacions en la incidència en diferents entorns socioculturals. Als Estats Units i altres països desenvolupats, la incidència és baixa, possiblement cinc vegades menys que la de l'esquizofrènia. Als països en vies de desenvolupament, la incidència és substancialment més elevada, especialment del subtipus "amb bones característiques de bon pronòstic". En alguns d'aquests entorns, el trastorn esquizofreniforme pot ser tan freqüent com l'esquizofrènia.